# Air Europa
Air Europa Líneas Aéreas, S.A.U. ist eine spanische Fluggesellschaft mit Sitz in Llucmajor auf Mallorca und Basis auf dem Flughafen Madrid-Barajas. Sie ist Mitglied der Luftfahrtallianz SkyTeam.

## Geschichte

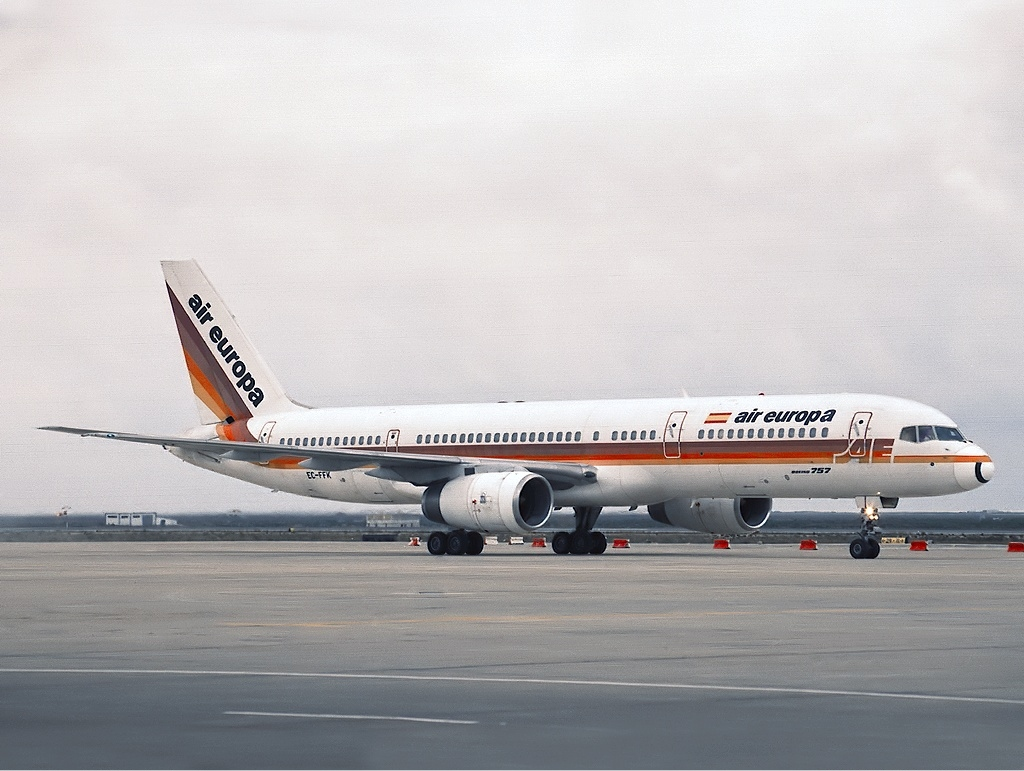
Eine Boeing 757 in den ursprünglichen Farben der Air Europa, die denen der britischen Muttergesellschaft Air Europe entsprachen

Air Europa wurde am 17. Februar 1984 unter dem Namen Air España gegründet. Im Jahr 1986 beteiligte sich die britische Charterfluggesellschaft Air Europe an dem Unternehmen. Die britische Gesellschaft integrierte Air España im selben Jahr in die Airlines of Europe Group, einen Zusammenschluss von Fluggesellschaften, an denen das britische Unternehmen Beteiligungen besaß. Infolge der Übernahme firmierte die spanische Gesellschaft um zu Air Europa und führte erstmals am 21. November 1986 einen Flug von Teneriffa nach London unter dem neuen Namen durch. Nachdem die britische Air Europe im Jahr 1991 Konkurs anmelden musste, wurde die spanische Air Europa an eine Investorengruppe unter Führung des Tourismus-Unternehmers Juan José Hidalgo verkauft (der das Unternehmen in seine Holding Globalia integrierte).
Durch die ersten Inlandsflüge einer privaten Fluggesellschaft durchbrach Air Europa 1993 das Monopol der Iberia in Spanien. Im Jahr 1995 bediente die Gesellschaft erstmals auch Ziele im Ausland per Linienflug. Die ersten Ziele waren London und New York. Im Jahr 1996 wurden wöchentlich bereits 750 Flüge durchgeführt. In demselben Jahr wurde die Tochtergesellschaft Air Europa Express als Sparte für Inlandsflüge gegründet.
Im Jahr 2000 kaufte das Unternehmen für transatlantische Flüge die erste neue Boeing 767-300ER direkt von Boeing.
Im Oktober 2001 wurde der Betrieb von Air Europa Express aufgrund geringer Nachfrage und wirtschaftlicher Probleme sowie der Nachwirkungen der Terroranschläge am 11. September 2001 eingestellt und 330 Mitarbeiter entlassen.
Seit 2006 unterhielt Air Europa eine Partnerschaft zu SkyTeam und wurde im Jahr 2010 schließlich Vollmitglied. Im Rahmen dieser Zusammenarbeit trat man auch dem Vielfliegerprogramm Flying Blue von Air France-KLM bei.
Air Europa gründete im Jahr 2007 zusammen mit der Regierung der Dominikanischen Republik die Tochtergesellschaft Air Dominicana als zukünftigen Flag-Carrier des Landes. Nach mehreren Verzögerungen der Betriebsaufnahme wurde im September 2009 schließlich bekannt, dass das Projekt nicht weiterverfolgt wird.
Im Frühjahr 2012 musterte Air Europa ihre letzte Boeing 767-300ER aus.
Im Januar 2015 ersuchte die Fluggesellschaft bei den zuständigen amerikanischen Behörden um Erlaubnis für drei bis vier tägliche Flüge zwischen Miami und Havanna.
Im November 2015 kaufte Air Europa die spanische Aeronova; seit Januar 2016 bietet die Tochtergesellschaft unter der Marke Air Europa Express europaweit Billigflüge an.
Im Juli 2016 gab Air Europa bekannt, zwanzig 737 MAX-8 bei Boeing zu bestellen. Die Order wurde bei Boeing bis dahin einem unbekannten Kunden zugeschrieben.
Am 4. November 2019 wurde bekannt gegeben, dass die International Airlines Group (IAG), Besitzerin der konkurrierenden Iberia, Air Europa für einen Kaufpreis von rund einer Mrd. Euro übernehmen will.
Aufgrund des Wertverlustes der Air Europa infolge der COVID-19-Pandemie forderte die IAG im April 2020 einen deutlichen Preisnachlass für die Übernahme von der Globalia.
Im Dezember 2020 gaben die Aufsichtsräte von Air Europa, Iberia und der IAG-Gruppe bekannt, dem Kauf von Air Europa für 500 Mio. Euro zugestimmt zu haben. Die Summe war damit um die Hälfte niedriger als noch ein Jahr zuvor angegeben. Kritisiert wurde dies von spanischen Zeitungskommentatoren, die auf einen zuvor gewährten Nothilfe-Kredit von fast 500 Mio. Euro für Air Europa anspielten. So habe der spanische Steuerzahler die Fluggesellschaft gerettet und damit der Iberia zu einem Schnäppchenpreis verholfen. Der Kaufpreis an die Eigentümer von Air Europa muss erst 2026 gezahlt werden, wenn diese den Kredit an den spanischen Staat zurückgezahlt hat. Eine Freigabe des Kaufes von den zuständigen Behörden wird bis Ende 2021 erwartet.[veraltet]
Am 16. August 2022 wurde bekannt gegeben, dass die International Airlines Group einen 100 Mio. Euro Kredit in eine 20 % Beteiligung an Air Europa umwandelt. Am 2. August 2024 zog die IAG ihr Angebot nach langjährigen Gesprächen mit der Europäischen Kommission zurück. Im August 2025 wurde publik, dass Turkish Airlines 26 % der Anteile der Air Europa für 275 Millionen Euro erworben hat.

## Flugziele
Air Europa bedient vorwiegend von ihrem Drehkreuz Madrid-Barajas aus Urlaubs- und Städteziele in Nord- und Westeuropa, Afrika sowie in Süd-, Mittel- und Nordamerika und der Karibik.  Im deutschsprachigen Raum werden Frankfurt, München, Hamburg  und Zürich angeflogen.

## Flotte

### Air Europa

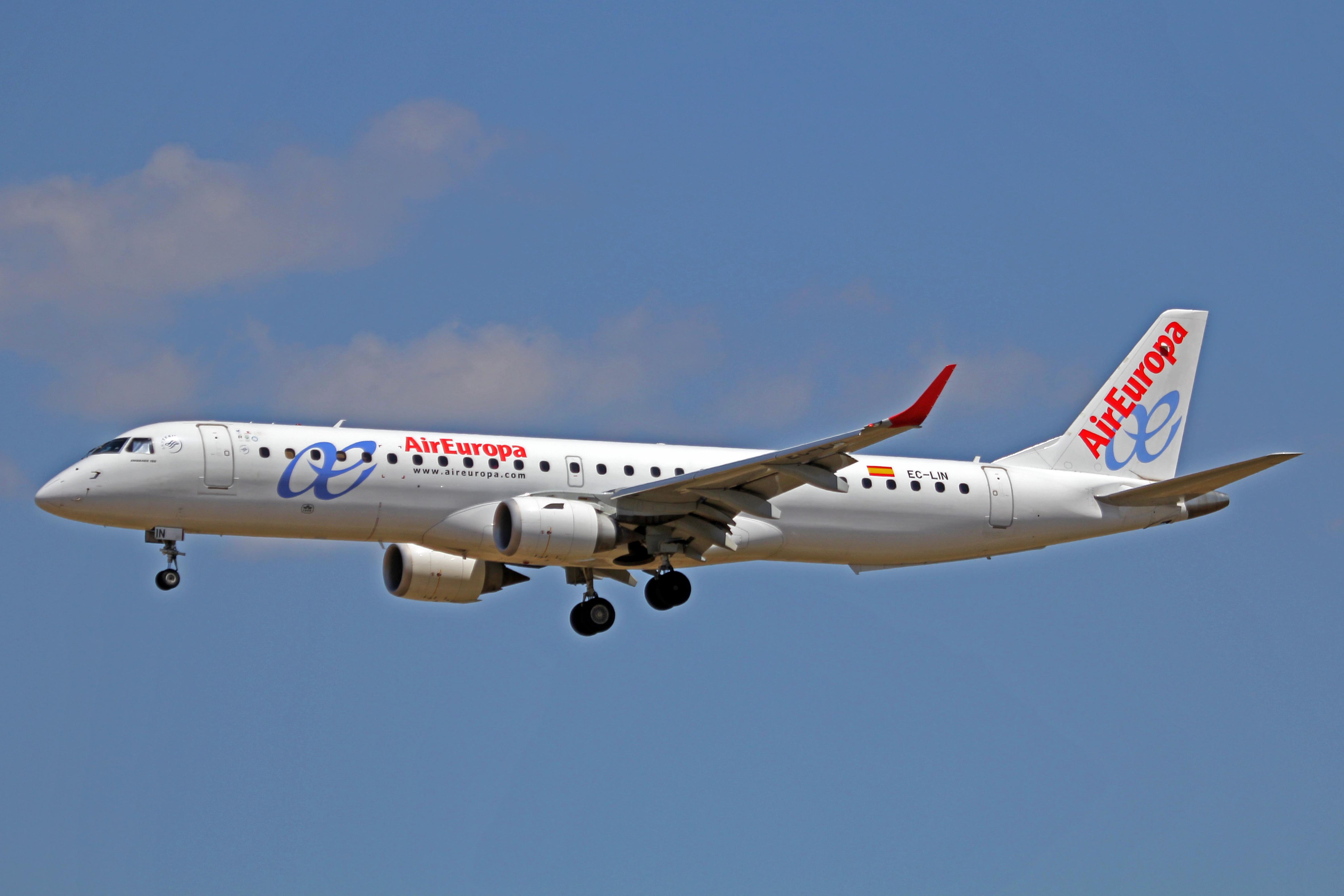
Embraer 195

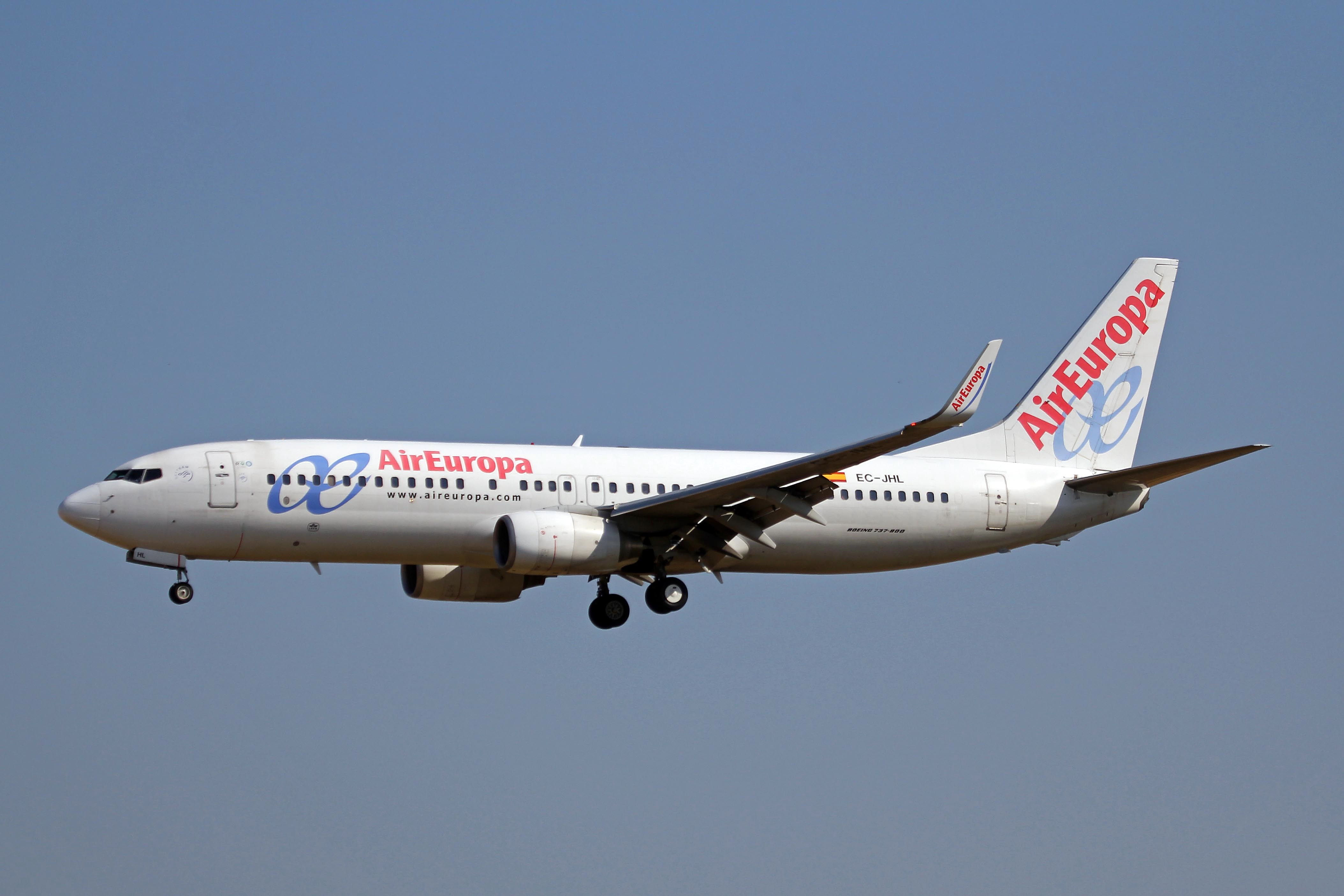
Boeing 737-800

Mit Stand April 2025 besteht die Flotte der Air Europa aus 51 Flugzeugen mit einem Durchschnittsalter von 9,2 Jahren:
| Flugzeugtyp             | Anzahl | bestellt | Anmerkungen                                                           | Sitzplätze (Business/Economy)         | Durchschnittsalter |
| ----------------------- | ------ | -------- | --------------------------------------------------------------------- | ------------------------------------- | ------------------ |
| Boeing 737-800          | 26     |          | mit Winglets ausgestattet; ein inaktiv; acht betrieben durch Aeronova | 189 (-/189) 186 (-/186)               | 11,1 Jahre         |
| Boeing 737 MAX 8        |        | 20       | Auslieferung ab 2024; Ersetzen 737-800                                | – offen –                             |                    |
| Boeing 787-8 Dreamliner | 10     |          | eine inaktiv                                                          | 298 (22/276) 296 (22/274) 291 (-/291) | 09,3 Jahre         |
| Boeing 787-9 Dreamliner | 15     | 5        | eine inaktiv                                                          | 339 (32/307) 333 (30/303)             | 0 5,4 Jahre        |
| gesamt                  | 51     | 25       |                                                                       |                                       | 09,2 Jahre         |

### Aktuelle Sonderbemalungen
| Flugzeugtyp             | Luftfahrzeugkennzeichen | Bemalung                    | Zeitraum           | Bild |
| ----------------------- | ----------------------- | --------------------------- | ------------------ | --- |
| Boeing 737-800          | EC-LPQ                  | „SkyTeam“                   | seit November 2017 | Air_Europa_B737-800_(EC-LPQ)_@_CDG,_Sept_2018 |
| Boeing 787-8 Dreamliner | EC-MIG                  | „Scholas“                   | seit März 2016     | |
| Boeing 787-8 Dreamliner | EC-MOM                  | „Lanzarote a unique island“ | seit Juni 2023     | |
| Boeing 787-9 Dreamliner | EC-NBM                  | „RCD Mallorca“              | seit Dezember 2024 | Bild gesucht Die Wikipedia wünscht sich an dieser Stelle ein Bild. Weitere Infos zum Motiv findest du vielleicht auf der Diskussionsseite . Falls du dabei helfen möchtest, erklärt die Anleitung , wie das geht. |
| Boeing 787-9 Dreamliner | EC-NEI                  | „Los 40“                    | seit Januar 2025   | Bild gesucht Die Wikipedia wünscht sich an dieser Stelle ein Bild. Weitere Infos zum Motiv findest du vielleicht auf der Diskussionsseite . Falls du dabei helfen möchtest, erklärt die Anleitung , wie das geht. |

### Ehemalige Sonderbemalungen

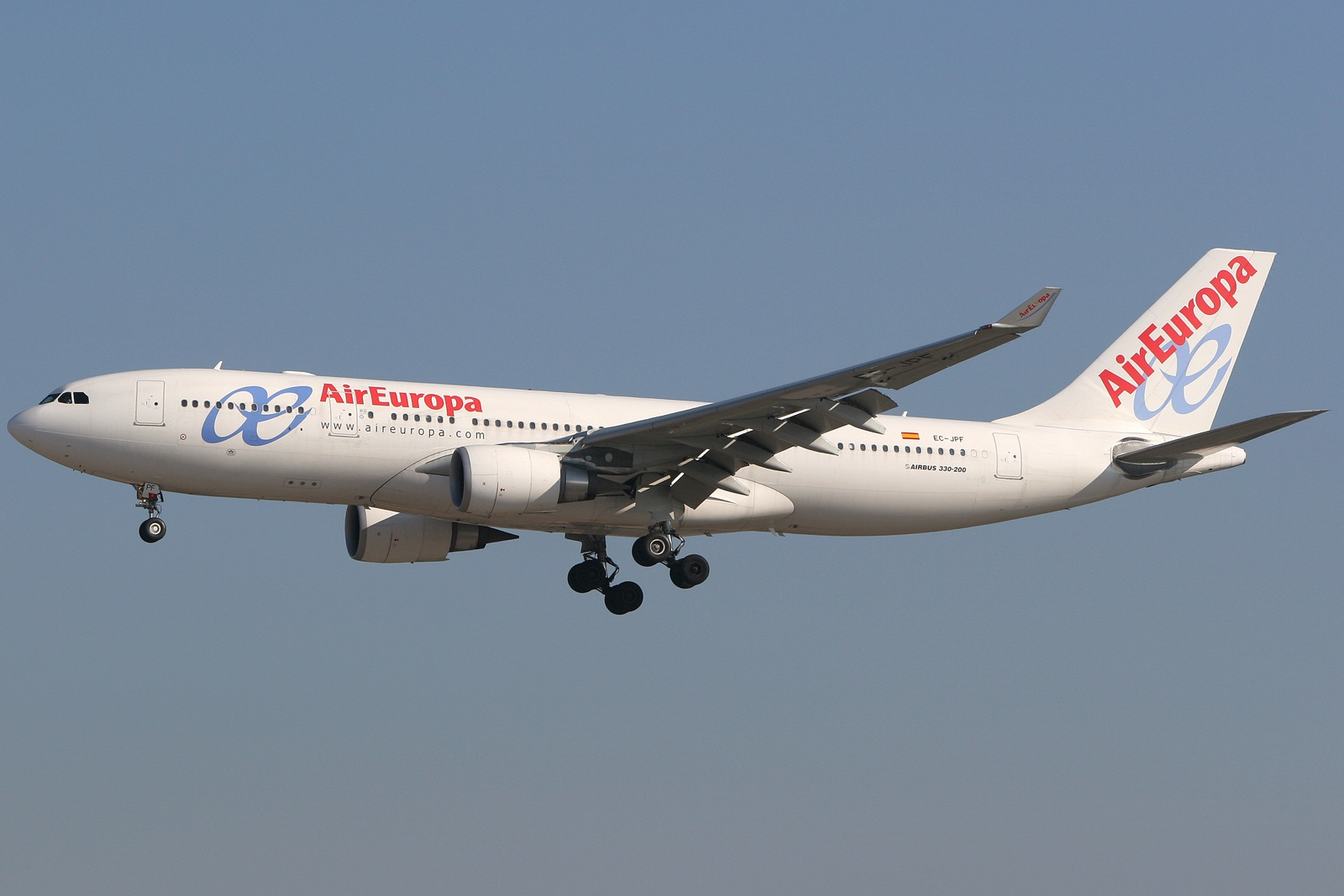
A330-200 der Air Europa

| Flugzeugtyp             | Luftfahrzeugkennzeichen | Bemalung                 | Zeitraum                    | Bild |
| ----------------------- | ----------------------- | ------------------------ | --------------------------- | --- |
| Boeing 737-800          | EC-LPQ                  | „Be Live Hotels“         | April 2016 bis Oktober 2017 | |
| Boeing 737-800          | EC-MJU                  | „Argentina Iguazú Falls“ | Februar 2019 bis Juni 2023  | Air_Europa,_EC-MJU,_Boeing_737-85P_(49589178216) |
| Boeing 787-8 Dreamliner | EC-MLT                  | „Nicky Jam X J Balvin's“ | März 2018 bis Oktober 2022  | Bild gesucht Die Wikipedia wünscht sich an dieser Stelle ein Bild. Weitere Infos zum Motiv findest du vielleicht auf der Diskussionsseite . Falls du dabei helfen möchtest, erklärt die Anleitung , wie das geht. |

### Ehemalige Flugzeugtypen
Zuvor betrieb Air Europa unter anderem auch folgende Flugzeugtypen:
- Airbus A330-200/-300
- Boeing 737-300/-400/-600
- Embraer ERJ-145
- McDonnell Douglas MD-83

## Air Europa Express

### Aktuelle Flotte
Mit Stand Januar 2024 besteht die Flotte der Air Europa Express aus neun Flugzeugen mit einem Durchschnittsalter von 10,7 Jahren:
| Flugzeugtyp    | Anzahl | bestellt | Anmerkungen               | Sitzplätze (Business/Economy) | Durchschnittsalter |
| -------------- | ------ | -------- | ------------------------- | ----------------------------- | ------------------ |
| Boeing 737-800 | 9      |          | mit Winglets ausgestattet | 182 (8/174)                   | 10,7 Jahre         |
| Gesamt         | 9      |          |                           |                               | 10,7 Jahre         |

### Ehemalige Flugzeugtypen
- ATR 72-500

## Zwischenfälle
Air Europa verzeichnet in ihrer Geschichte keine Unfälle mit Todesopfern.
Am 27. Oktober 2007 wurde eine von den Vereinten Nationen gecharterte Boeing 737-800 der Air Europa bei der Landung auf dem Flughafen Katowice schwer an Rumpf und Triebwerken beschädigt, als sie aufgrund eines zu tiefen Anflugs die Anflugbefeuerung streifte.
Am 1. Juli 2024 musste der Flug UX045 am Flughafen Natal außerplanmäßig landen, nachdem das Flugzeug, eine Boeing 787-9, in Turbulenzen kam. Etwa 30 Passagiere haben sich bei dem Ereignis verletzt, zehn Passagiere wurden im örtlichen Krankenhaus behandelt. Fotos von umgeknickten Sitzen und beschädigten Deckenteilen wurden veröffentlicht. Der Flug sollte eigentlich von Madrid nach Montevideo, Uruguay gehen.